# Corythopis
Corythopis es un género de aves paseriformes perteneciente a la familia Tyrannidae que agrupa a dos especies originarias de Sudamérica, donde se distribuyen desde Colombia, Venezuela y las Guayanas hasta el norte de Argentina. A sus miembros se les conoce por el nombre vulgar de mosqueros terrestres y también mosquiteros o coritopis, entre otros.

## Etimología
El nombre genérico masculino «Corythopis» se compone de las palabras del griego «koruthōn, koruthōnos» que significa ‘alondra’, y «ōpos» que significa ‘apariencia’.

## Características
Las aves de este género son dos tiránidos diferenciados, parecidos entre sí, midiendo 14 cm de longitud, de piernas largas. Son básicamente terrestres y se distribuyen en bosques de baja altitud. El nido es una bola en formato de horno, cubierta de musgo y colocado en el suelo.

## Lista de especies
Según las clasificaciones del Congreso Ornitológico Internacional (IOC) y Clements Checklist v.2017, agrupa a las siguientes especies, con su respectivo nombre común de acuerdo a la Sociedad Española de Ornitología (SEO):
| Imagen | Nombre científico    | Autor          | Nombre común               | Estado de conservación | Distribución |
| ------ | -------------------- | -------------- | -------------------------- | ---------------------- | ------------ |
|        | Corythopis torquatus | Tschudi, 1844  | mosquero terrestre norteño | LC                     |              |
|        | Corythopis delalandi | (Lesson, 1830) | mosquero terrestre sureño  | LC                     |              |

## Taxonomía
Los amplios estudios genético-moleculares realizados por Tello et al. (2009) descubrieron una cantidad de relaciones novedosas dentro de la familia Tyrannidae que todavía no están reflejados en la mayoría de las clasificaciones. Siguiendo estos estudios, Ohlson et al. (2013) propusieron dividir Tyrannidae en cinco familias, entre las cuales Rhynchocyclidae Berlepsch, 1907 agrupando a diversos géneros entre los cuales Corythopis, éste, en una subfamilia Pipromorphinae Wolters, 1977, junto a Phylloscartes, Leptopogon, Pseudotriccus y Mionectes. El Comité Brasileño de Registros Ornitológicos (CBRO) adopta dicha familia, mientras el Comité de Clasificación de Sudamérica (SACC) aguarda propuestas para analisar los cambios.